# 多玛洛珠单抗
多玛洛珠单抗（INN：Domagrozumab；开发代号：PF-06252616）是一种人源化单克隆抗体，设计用于治疗杜氏肌营养不良症。这种药物是由辉瑞公司开发。辉瑞公司在2项人体试验结果令人失望后于2018年停止了开发。